# Dinoponera mutica
Dinoponera mutica är en myrart som beskrevs av Carlo Emery 1901. Dinoponera mutica ingår i släktet Dinoponera och familjen myror. Inga underarter finns listade i Catalogue of Life.